# Валентин Михов
Валентин Михов е бивш български футболист, футболен функционер и бизнесмен. Бивш президент на Българския футболен съюз (БФС) и на Професионалната футболна лига (ПФЛ).

## Биография
Валентин Михов е роден в гр. София на 18 януари 1954 г. Играе футбол в детско-юношеските формации на ЦСКА, a после като студент във Висшия финансово-стопански институт в Свищов става състезател на местния Академик. През 1976 г. е част от състава, който за първи път в историята на клуба печели промоция за А група. Записва 37 мача с 2 гола в елитното футболно първенство.
Завършва и международни икономически отношения в УНСС. Работил в министерство на транспорта – Автокомбинат София окръг, като началник на отдел ТРЗ. По-късно е директор на кантора „Външен транспорт и застраховки“ в Кореком.
През 1991 г. наследява Борис Станков на президентския пост в ЦСКА и през 1992 г. клубът печели българското първенство. През 1993 г. става президент на БФС и изпълнява тази длъжност до 1994 г. Докато той е начело на БФС българският национален отбор по футбол достига най-големия си успех – победа срещу Франция през 1993 г. и четвърто място на световното първенство през 1994 г. в САЩ. Президент на ЦСКА от 1990 до 1993 г. Президент на БПФЛ от 1991 г. до 1993 г.
Президент на БФС в периода 1993 – 1994 г. Изпълнителен директор на Ловеч и Славия.
От 1995 г. до 2008 г. е представител в България на германския медиен концерн УФА чрез фирмата S.V.-RSA Bulgaria.
Собственик на свищовския отбор по футбол Академик от 2000 г. до 2008 г., когато прехвърля клуба на община Свищов.
На 14 ноември 2007 г. Валентин Михов е избран за член на борда на директорите на Европейската Професионална Футболна Лига измежду 25-те страни членки на състоялата се същия ден Генерална асамблея на ЕПФЛ в Мадрид. Там е избран нов борд на директорите на ЕПФЛ, в който влизат първите пет страни избрани по ранг като: Англия, Италия, Германия, Франция, Испания и три страни по избор: Шотландия, Русия и България. Мандатът на новия борд е до 2011 година. На 20 ноември 2008 г. Валентин Михов става „Почетен Президент“ на Българо-Австрийски мениджмънт форум.
Президент на Българска Професионална Футболна Лига от 1996 г. до юни 2010 година. Между февруари 2018 – октомври 2019 е член на Изпълкома на БФС. През есента на 2016 г. взима участие в риалити шоуто Big Brother по Нова телевизия. През есента на 2019 г. взима участие в телевизионното шоу „Маскираният певец“ (в ролята на Бухалът), отново по Нова ТВ.
Носител на най-високото държавно отличие орден „Стара планина“ за изключителен принос в областта на физическото възпитание и спорта.